# الطاقة في روسيا

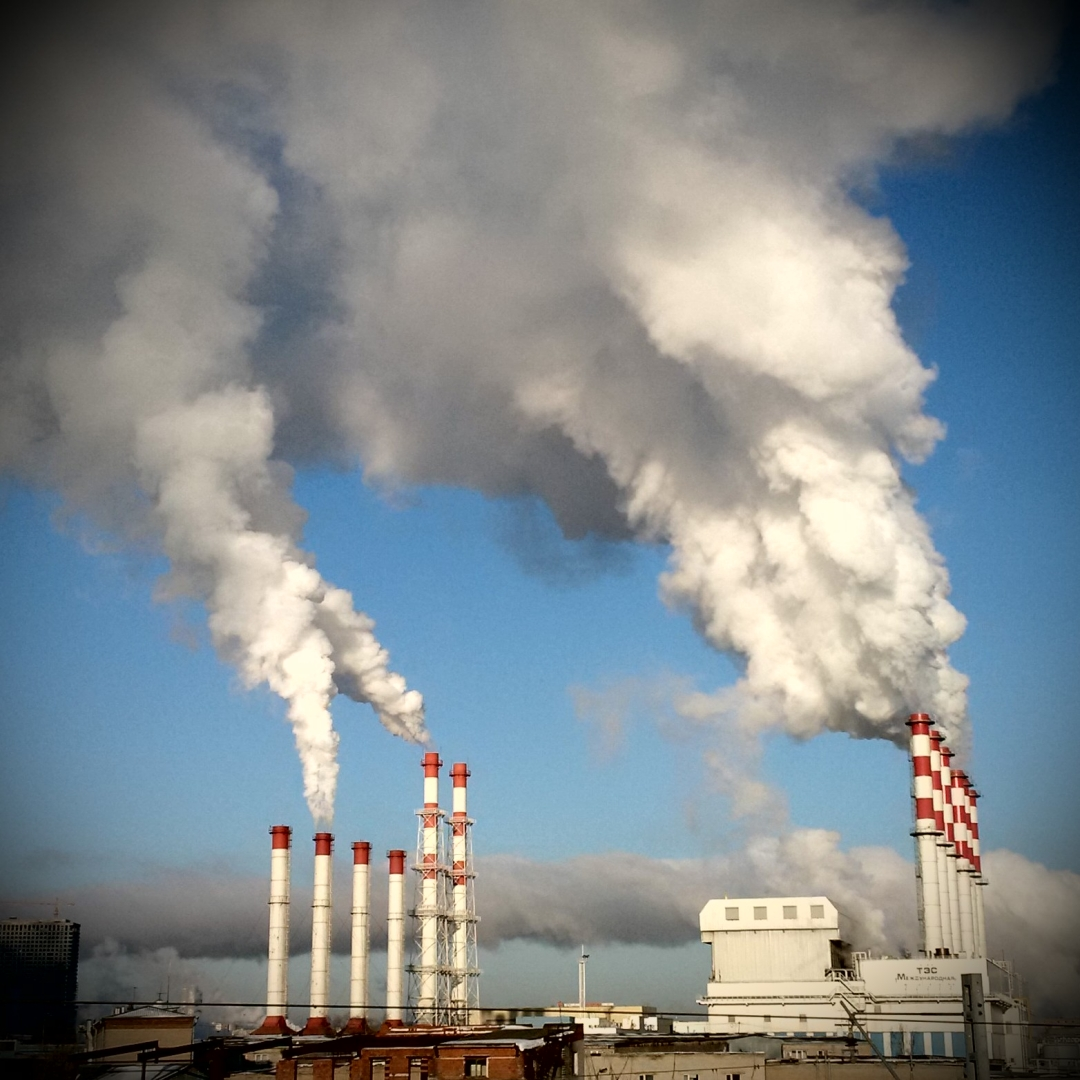
محطات توليد الطاقة في طريق الماجستيرال الثاني في موسكو"

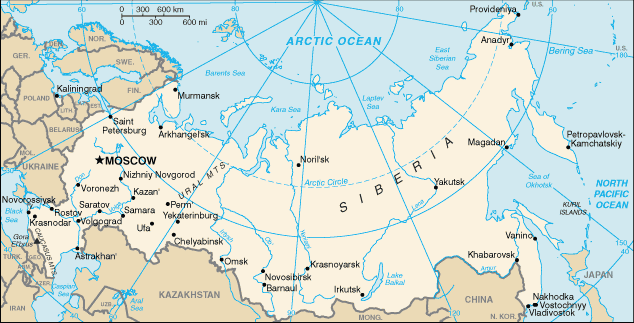
خريطة روسيا

استهلاك الطاقة في روسيا عام 2020 بلغ 7,863 تيراواط-ساعة. وتعد روسيا من الدول الرائدة في صناعة تصدير النفط والغاز الطبيعي عالميًا، وهي من أكبر مصدري الانبعاثات الغازية في العالم، حيث تحتل المرتبة الرابعة. وفي سبتمبر 2019، اعتمدت روسيا اتفاقية باريس للمناخ. وفي عام 2020، بلغ نصيب الفرد من انبعاثات الكربون 11.2 طنًا من ثاني أكسيد الكربون.

## نظرة عامة

تطوّر انبعاثات ثاني أكسيد الكربون

تُوصف روسيا على نطاق واسع بأنها قوة عظمى في مجال الطاقة. إذ تمتلك أكبر احتياطيات غاز مؤكدة في العالم، وثاني أكبر احتياطي من الفحم وثامن أكبر احتياطي نفطي وأكبر احتياطي من الصخر الزيتي في أوروبا. كما تُعد روسيا أيضًا أكبر مصدر للغاز الطبيعي في العالم، وثاني أكبر منتج للغاز الطبيعي وثاني أكبر منتج ومصدر للنفط.
أدى إنتاج روسيا من النفط والغاز إلى علاقات اقتصادية عميقة مع الاتحاد الأوروبي والصين ودول الاتحاد السوفيتي السابق والكتلة الشرقية. فعلى سبيل المثال، فخلال العقد الماضي، زادت حصة روسيا في إمدادات الغاز إلى الاتحاد الأوروبي (بما في ذلك المملكة المتحدة) من 25٪ في عام 2009 إلى 32٪ في الأسابيع القليلة التي سبقت الغزو الروسي لأوكرانيا في فبراير 2022.ت
كما تعتمد روسيا بشكل كبير على الإيرادات الناتجة عن الضرائب المرتبطة بقطاعي النفط والغاز، بالإضافة إلى رسوم التصدير، حيث تمثل هذه الإيرادات 45٪ من ميزانية الحكومة الفيدرالية في يناير 2022.
وتُعد روسيا أيضاً رابع أكبر منتج للكهرباء في العالم وتاسع أكبر منتج للطاقة المتجددة في عام 2019. كما أنها كانت أول دولة في العالم تطوّر طاقة نووية مدنية، وأنشأت أول محطة للطاقة النووية في العالم. وهي رابع أكبر منتج للطاقة النووية في العالم في عام 2019، وخامس أكبر منتج للطاقة الكهرومائية في عام 2021.

## مصادر الطاقة

إنتاج الكهرباء في روسيا حسب السنة

### الغاز الطبيعي

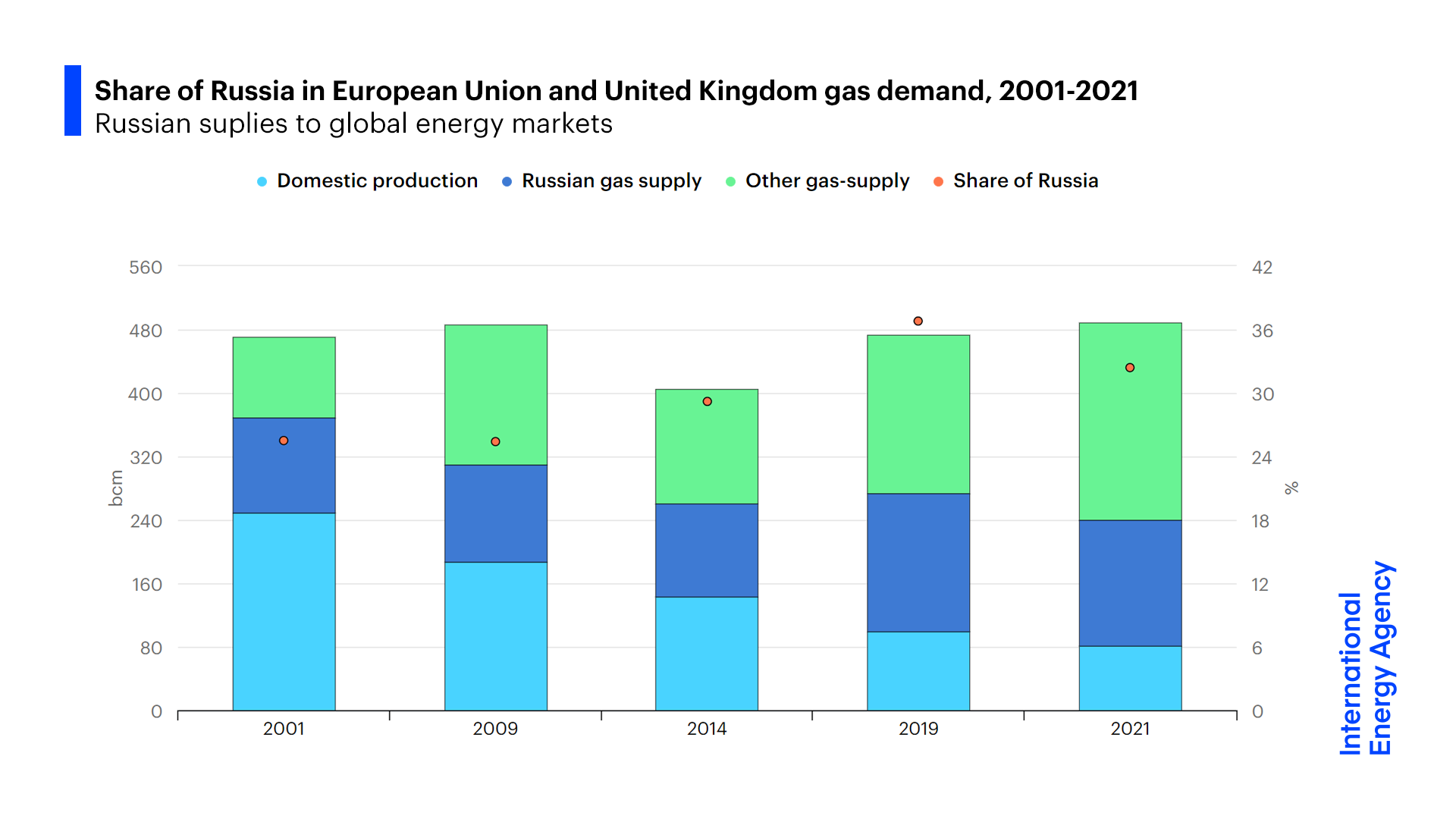
حصة روسيا في طلب الاتحاد الأوروبي والمملكة المتحدة على الغاز، 2001-21

### البترول

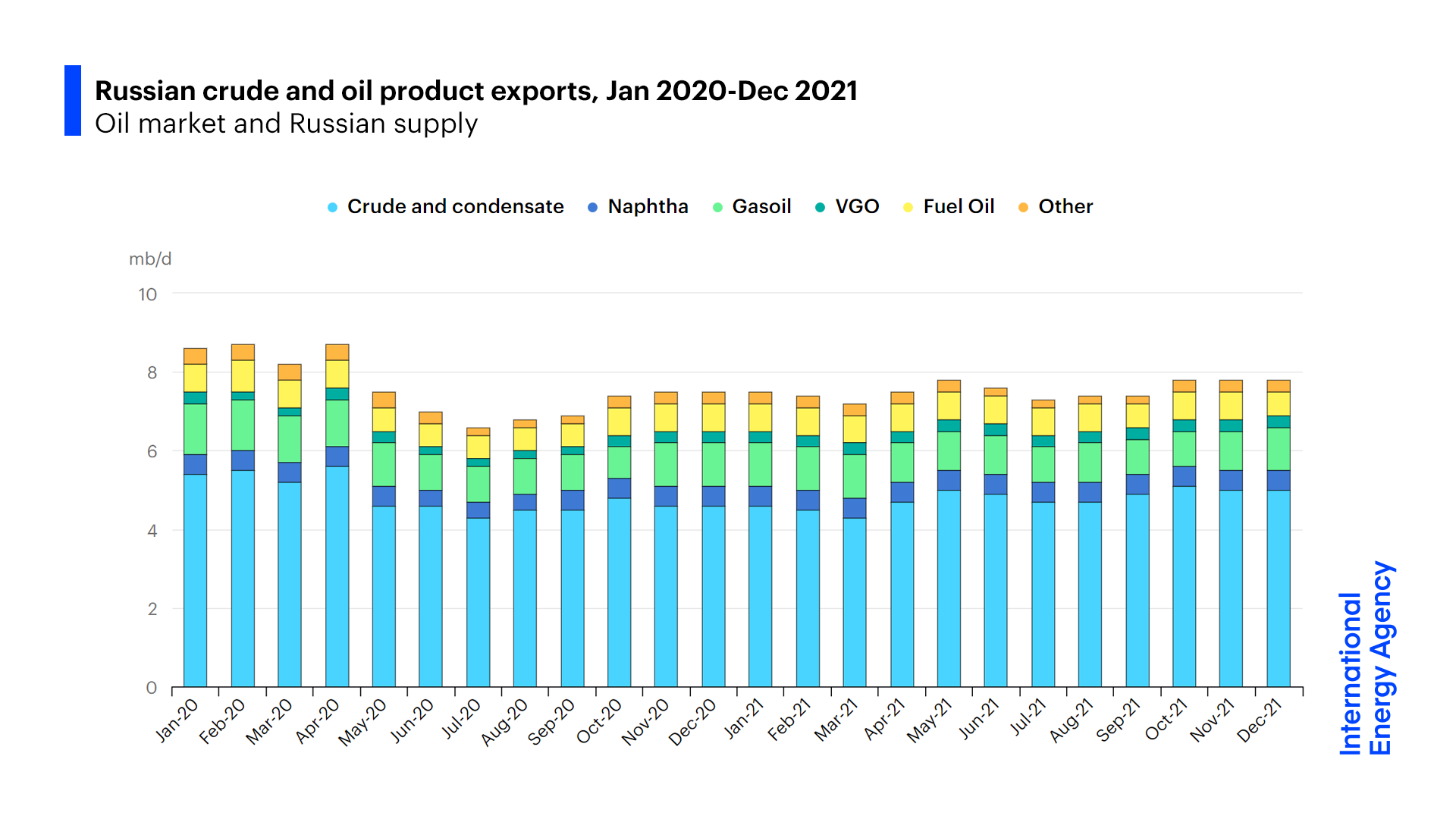
صادرات روسيا من النفط الخام والمنتجات النفطية، يناير 2020 - كانون الأول (ديسمبر) 2021

### الفحم

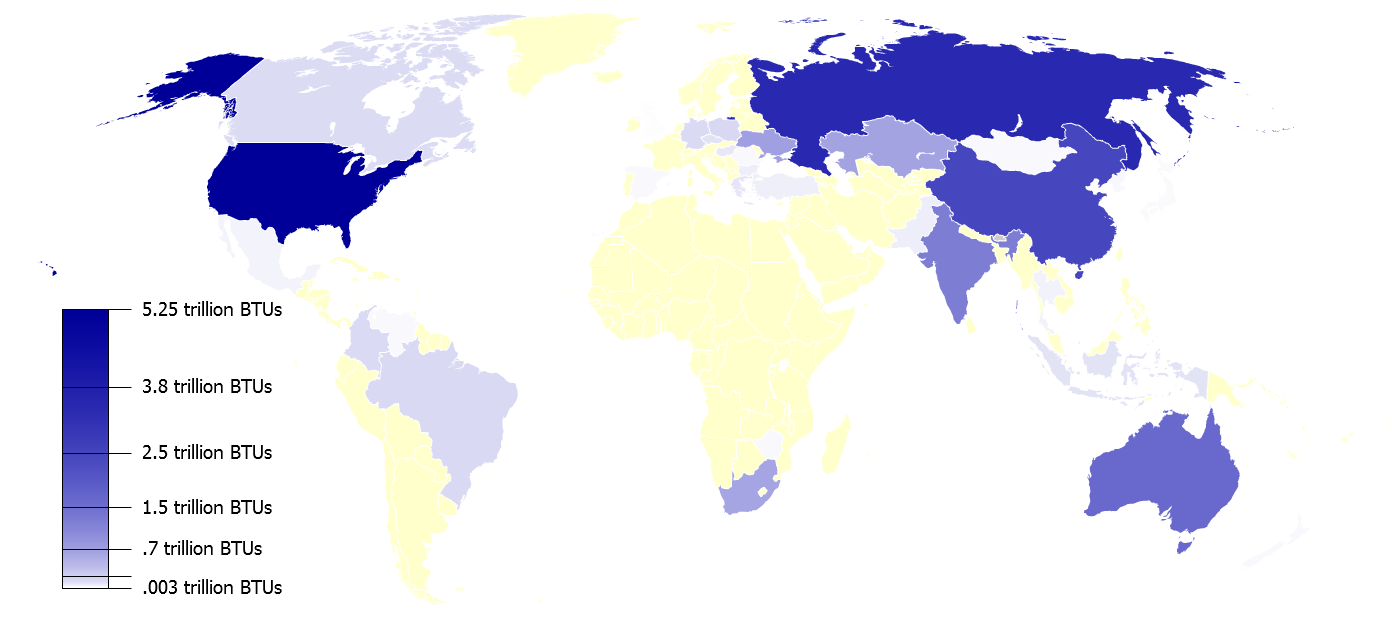
احتياطيات الفحم العالمية بوحدات حرارية بريطانية في نهاية عام 2009